# Narita Boy
『Narita Boy』（ナリタボーイ）は、スペイン、バルセロナのインディーゲームデベロッパーStudio Kobaが開発しTeam17より2021年3月30日に発売されたアクションアドベンチャーゲーム。
架空のテレビゲーム機「Narita One」向けのゲームソフト「Narita Boy」が大ヒットしている1980年代の世界が舞台で、突然変異によりゲームと現実の世界が繋がりゲームのラスボスである「HIM」がゲームクリエイターの記憶を削除してしまったことを受け、ゲームの主人公「ナリタボーイ」がゲームの世界を救うために冒険する。

## 開発
本作のアイデアは、開発者のEduardo Fornielesがかつて東京のゲーム開発会社に勤めていた2016年春に着想した。中山競馬場に設置されている等身大ナリタブライアンの像を見て閃いたという。
2017年2月からから3月に行われたクラウドファンディングサイト・Kickstarterでのキャンペーンでは、120,000ユーロの目標額に対し、5012人のバッカーにより160,946ユーロの開発資金が集められた。
影響を受けた作品として、Fornielesは『スキタイのムスメ:音響的冒剣劇』『He-Man』『ゲームウォーズ』などを挙げている。

## 受賞
- Unity Showcase Awards 「Best 2D visuals」（他作品と共同）[5]